# Царство количества и знамения времени
Царство количества и знамения времени («Le règne de la quantité et les signes des temps», Gallimard, 1945) — книга французского философа Рене Генона, посвящённая рассмотрению понятий качества и количества, являющихся в нашем конкретном мире телесного проявления выражением универсальных принципов — соответственно, Сущности и Субстанции.  На примере развития мира в последние столетия раскрывается универсальный закон циклического проявления — последовательное удаление от сущностного (качественного) полюса манифестации и спуск к субстанциальному полюсу (к области чистого количества). По некоторым оценкам, «Царство количества и знамения времени» представляет собой центральное и наиболее известное произведение Генона.
Если качество можно считать аналогом Сущности (например, ангелы символизируют различные Божественные качества, или атрибуты), то количество — это выражение субстанциальной стороны Принципа в мирах грубой манифестации, в том числе и в нашем. Универсальная Субстанция (materia prima, первоматерия) находится «под» всей Универсальной Манифестацией, являясь её опорой и корнем. Каждый конкретный мир образован (с субстанциальной стороны) уже вторичной, частной субстанцией. Вслед за схоластами Генон называет её  materia secunda или  materia signata quantitate (то есть отмеченная количеством), и именно она представляет собой начало «индивидуации», то есть «отдельности» индивидов внутри вида. Всё индивидуально проявленное «состоит» из сущностной и субстанциальной сторон, в терминах индуизма — нама-рупа (имя и форма, где форма — это наглядная, чувственная проявленность). Мера, то есть соединение качества и количества, определяет развёртывание процесса проявления, что символически изображается как «реализация» пространства, его «высветление»  из субстанциального хаоса лучами-направлениями, исходящими от центральной точки-принципа.

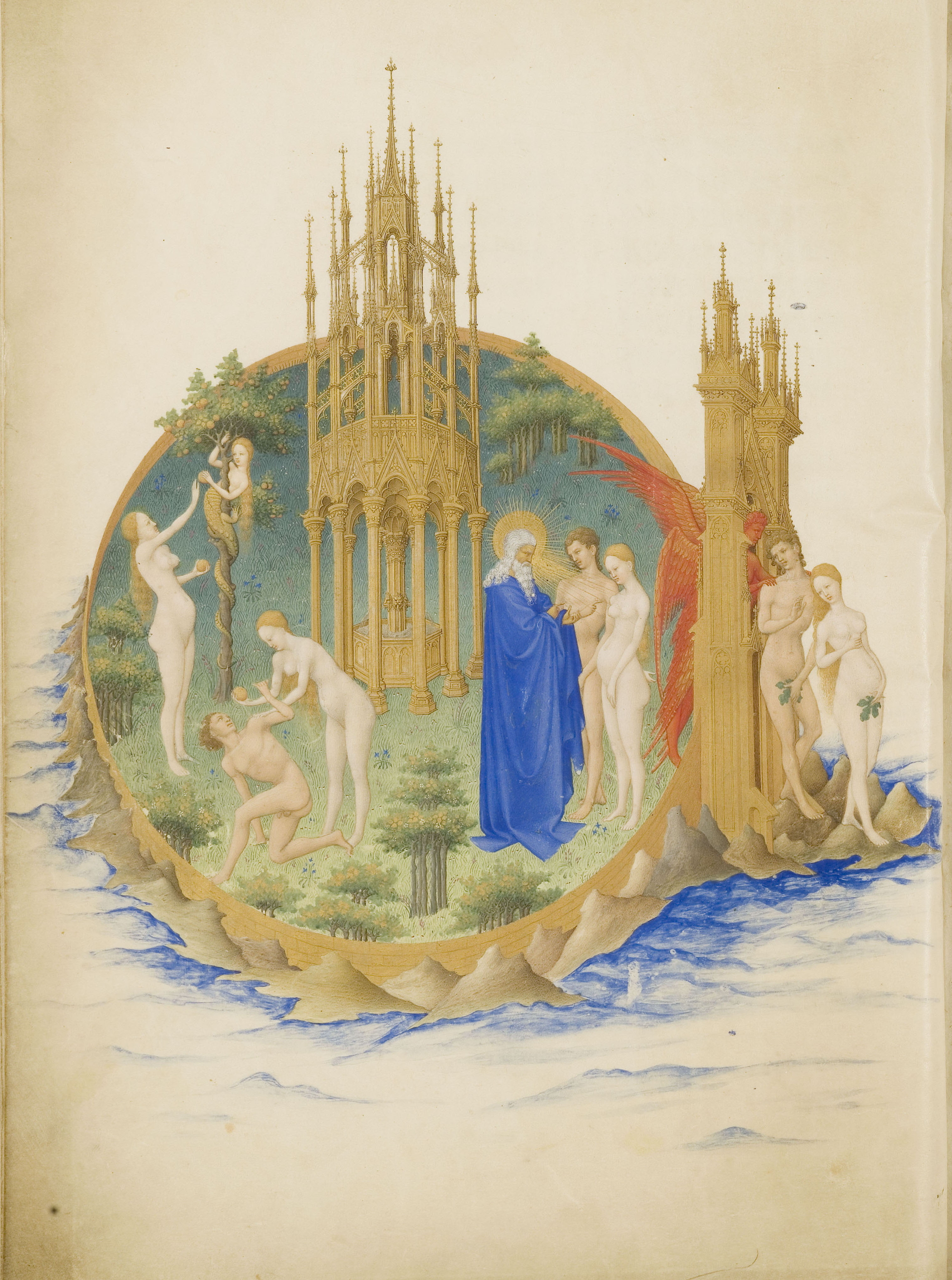
Грехопадение и изгнание из рая. Миниатюра из «Великолепного часослова герцога Беррийского». Круговая ограда Эдемского Сада является «проекцией» сферы — изначальной «формы» мира

Чистое количество (выражением которого служит прерывное, дискретное количество) для условий нашего мира является недостижимым, поскольку, например, пространство непрерывно. Пространство и время, несмотря на их связь с количеством, никогда не теряют своего качественного характера. Для пространства он состоит в наличии направлений. Качественный характер времени проявляется в качественных отличиях разных периодов цикла и даже в разной скорости течения времени в разные периоды (а именно, в последовательном ускорении).
Касаясь развития актуального цикла проявления, Генон рассматривает как главную его тенденцию спуск к области чистого количества, при осознании невозможности окончательного перехода в эту область, так как она принадлежит лишь субстанции нашего мира,  materia secunda. «Неделимость» Единого в обратной, зеркальной аналогии отражается в «неразложимости» несчётного множества обезличенных атомарных «единиц». Символом этого удаления от Принципа является преобразование сферы (как изначальной «формы» мира) в куб — образ  полной материализации и проявленности всех возможностей. Другие символы изначального и конечного состояния мира — Эдемский Сад (круглой формы) и Небесный Иерусалим (квадратной формы). Небесный Иерусалим, «сходящий с Небес», кроме того, изображает и начало нового цикла. «Оплотнение» мира символически изображено в победе земледельца Каина над кочевником Авелем.
Важным моментом является то, что сама установка человеческого мышления во многом определяет условия существования космической среды (в этой связи «неправдоподобные»  свидетельства древних историков и географов могут говорить о том, что в более ранние времена мир был другим). Материалистическая установка сознания конструирует твёрдый, непроницаемый для высших духовных влияний мир. Успехи профанных наук, точнее, их практических приложений, объясняются не тем, что они верно понимают законы природы, а тем, что сама космическая среда всё больше подчиняется этой материалистической, утилитарной направленности мышления, постепенно утрачивая свой качественный характер. Растёт единообразие при усилении индивидуальной разделённости (индивидуумы всё больше различаются друг от друга лишь нумерически, то есть не качественными свойствами, а «порядковым номером»). Всё усредняется, как бы «теряет лицо», что выражается, например, в широком распространении машинного производства и утрате традиционных ремёсел. Деньги, обладавшие ранее определённым метафизическим значением, полностью лишились его (при этом постоянно падает и их покупательная способность).
Ход развития мира на последнем этапе Кали-Юги определяется последовательным усилением антитрадиции, которую постепенно сменяет контртрадиция. Если антитрадиция состоит в рационализме, отвержении духовных принципов, отрицании существования чего-либо за пределами наличного физического мира, то контртрадиция — это «духовность наизнанку», обращение к самым низшим психическим, но не духовным, влияниям. О характере подобных воздействий говорят названия некоторых завершающих глав данной книги — «Шаманизм и колдовство», «Психические остатки», «Переворачивание символов», «Неоспиритуализм», «Современный интуиционизм», «Зло психоанализа», «Обман "пророчеств"».
Происходит размягчение твёрдой оболочки мира, но не сверху, а снизу («щели в великой стене»). Внешним образом это проявляется в возникновении философских и психологических учений, ориентированных на иррациональное («интуиционизм»), на подсознание (психоанализ), в успехе спиритических и псевдоокультных течений. За всем этим стоит сознательная воля, противопоставляющая истинной инициации «контринициацию». Символом окончательного завершения этой тенденции является Антихрист, или Даджаль (араб. «лжец», «притворщик»):

Это царство «контртрадиции» есть, на самом деле, то, что очень точно обозначено как «царство Антихриста»: он, какую бы ни составляли себе об этом идею, есть, во всяком случае, нечто в себе концентрирующее и синтезирующее для исполнения этой последней работы все силы «контринициации», понимается ли она в отношении индивида  или коллективности (...) должна иметься здесь и определённая коллективность, которая будет как бы «экстериоризацией» «контринициационной» организации (…), а также должна быть и личность, которая, помещаясь во главе этой коллективности, будет самым полным выражением и как бы самой «инкарнацией» того, что она будет представлять собою (…)
— Рене Генон. Царство количества и знамения времени, глава 39. Пер. Т. Любимовой.
В момент конца мира максимально ускорившееся движение времени претерпит внезапную остановку. Время «перейдёт в пространство». Произойдёт «переворачивание полюсов»  и начнётся новый цикл. При этом всё позитивное, накопленное в предыдущем цикле, сохраняется в виде «семян», а всё негативное — «осаждается» в низший, инфрачеловеческий план Бытия (мир клиппот, или «скорлуп», в каббалистической традиции).